# Partone
In fisica delle particelle, il termine partone si riferisce ai costituenti elementari di una particella oggi più comunemente chiamati quark e gluoni. Il modello a partoni fu proposto da Richard Feynman nel 1969 come metodo per analizzare le collisioni di adroni di alta energia.

### Funzioni di distribuzione partoniche
- CTEQ Collaboration, S. Kretzer et al., CTEQ6 Parton Distributions with Heavy Quark Mass Effects, in Phys. Rev., D69, n. 114005, 2004.
- M. Glück, E. Reya, A. Vogt, Dynamical Parton Distributions Revisited, in Eur. Phys. J., C5, 461–470, 1998.
- A. D. Martin et al., Parton distributions incorporating QED contributions, in Eur. Phys. J., C39, 2005,  pp. 155 161.
- X. Ji, Generalized Parton Distributions (PDF), in Annu. Rev. Nucl. Part. Sci., vol. 54, n. 413-50, 2004. URL consultato il 13 settembre 2008 (archiviato dall'url originale il 25 giugno 2010).